# 克盧夫特巴赫河
50°42′02″N 7°07′34″E / 50.700561°N 7.126083°E

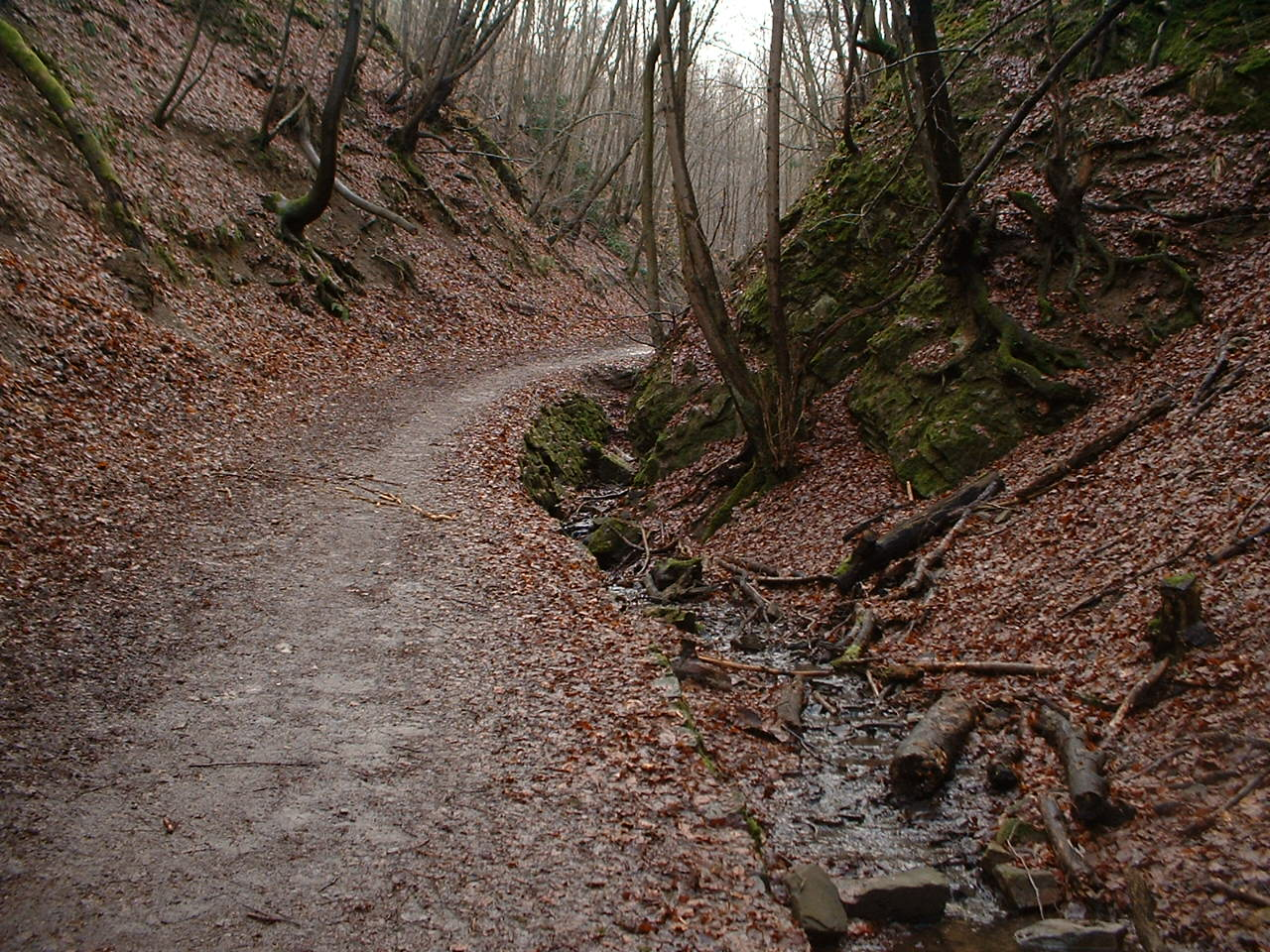

克盧夫特巴赫河（德語：Klufterbach），是德國的河流，位於該國西部，處於北萊茵-威斯特法倫州，屬於安娜伯貝格巴赫河的左支流，河道全長4.7公里，流域面積4.4平方公里。